# Konzervativní listy
Konzervativní listy (ISSN 1803-9340) byl konzervativní měsíčník, který byl zaevidován v roce 2009 MK ČR. Vycházely od září 2009 jako internetový i tištěný měsíčník; od konce roku 2012 šlo o internetový měsíčník a tištěný čtvrtletník. Jako samostatné médium zanikly na konci roku 2019 sloučením s Konzervativními novinami. Jejich vydavatelem bylo občanské sdružení Konzervativní klub a již svým názvem navazoval na Konzervativní listí, které vycházelo od roku 1998 do roku 2008.

## Redakční rada
Posledním šéfredaktorem byl Jan Kubalčík. 
Redakční rada naposledy pracovala ve složení Roman Joch (předseda), David Floryk, Jan Friedlaender, Jan Kubalčík, Lukáš Lhoťan a Jiří Pospíšil; dříve v ní byl též Dan Drápal.

## Rubriky
- Analýzy
- Domácí politika
- Komentáře
- Kultura
- Polemiky
- Recenze
- Zahraniční politika